# P-код
P-код (Пі-код) — концепція апаратно-незалежного виконуваного коду в програмуванні, введена на початку 1970-х років, у тому числі за участі Ніклауса Вірта. Цей термін в основному застосовується для позначення реалізації віртуальної машини для мови Паскаль (наприклад, в UCSD p-System), але іноді узагальнюється на віртуальні машини взагалі (наприклад, віртуальна Java-машина, байт-код MATLAB).
На окремих платформах забезпечувалась апаратна підтримка P-коду. Наприклад, для безпосереднього виконання P-коду в Western Digital в 1979 році був розроблений спеціальний набір мікрокомп'ютерів WD9000 P-Engine.